# CA Cerro
Club Atlético Cerro, även kallad Cerro i folkmun, är en professionell fotbollsklubb i Montevideo, Uruguay. Klubben grundades 1 december 1922 och spelar sina hemmamatcher på Estadio Luis Tróccoli. Från dess att laget grundades (1922) fram till säsongen 1997 hade laget spelat i högsta ligan. Säsongerna 1998 och 2006-2007 är de enda säsongen laget inte har spelat i Uruguays högstaliga.